# Skönhet till salu
Skönhet till salu är en amerikansk film från 1933 i regi av Richard Boleslawski. Filmen baseras på Faith Baldwins roman Beauty som utkom samma år.

## Handling
Letty Lawson tar anställning på en skönhetssalong i New York som har många förmögna kunder. Hon är från landet och lyssnar inte på råd om vad anställningen kan innebära för en respektabel flicka. Snart blir hon bekant med maken till en av kunderna, och frågan är om hon ska inleda ett förhållande med honom. Några andra anställda på salongen brottas med liknande problem.

## Rollista
- Madge Evans - Letty Lawson
- Alice Brady - Mrs. Henrietta Sherwood
- Otto Kruger - Mr. Sherwood
- Una Merkel - Carol
- May Robson - Mrs. Merrick
- Phillips Holmes - Burt Barton
- Edward Nugent - Bill
- Hedda Hopper - Sonia Barton
- Florine McKinney - Jane
- Isabel Jewell - Hortense
- Louise Carter - Mrs. Lawson
- John Roche - Robert
- Charley Grapewin - Freddy Gordon